# 1930-as magyar vívóbajnokság
Az 1930-as magyar vívóbajnokság a huszonhatodik magyar bajnokság volt. Ettől az évtől a férfi párbajtőrvívók részére is rendeztek bajnokságot. A férfi tőrbajnokságot május 2-án rendezték meg Budapesten, a BBTE tornacsarnokában, a párbajtőrbajnokságot február 16-án Budapesten, a Tiszti VC vívótermében, a kardbajnokságot május 4-én Budapesten, a Műegyetemen, a női tőrbajnokságot pedig május 3-án Budapesten, a BBTE tornacsarnokában.

## Eredmények
| Versenyszám          | Arany                        | Arany | Ezüst                          | Ezüst | Bronz                       | Bronz |
| -------------------- | ---------------------------- | ----- | ------------------------------ | ----- | --------------------------- | ----- |
| Férfi tőrvívás       | Piller György MAC            |       | dr. Rozgonyi György Vénfiúk VC |       | Hatz Ottó Tiszti VC         |       |
| Férfi párbajtőrvívás | dr. Hajdu János Szolnoki VC  |       | Rády József MAC                |       | Dunay Pál BBTE              |       |
| Férfi kardvívás      | dr. Gombos Sándor Nemzeti VC |       | Gerevich Aladár MAC            |       | Garay János Tisza István VC |       |
| Női tőrvívás         | Bogen Erna Tiszti VC         |       | Tary Gizella Tiszti VC         |       | Elek Ilona Wesselényi VC    |       |